# 斯莫利夫卡 (庫皮揚斯克區)
49°49′52″N 37°17′3″E / 49.83111°N 37.28417°E
斯莫利夫卡（烏克蘭語：Смолівка）是位於烏克蘭東部的村莊，由哈爾科夫州庫皮揚斯克區的舍夫琴科韦市镇負責管轄。該村處於大布爾盧克河畔，始建於1850年，面積0.44平方公里，海拔高度114米，2001年人口66。